# Брокдорф, Эрика фон
Эрика фон Брокдорф (нем. Erika von Brockdorff'), урождённая Шёнфельд (нем. Schönfeldt; 29 апреля 1911 года, Кольберг, Германия — 13 мая 1943 года, Берлин, Германия) — графиня, участница движения сопротивления, член организации «Красная капелла».

## Биография
Эрика Шёнфельд родилась 29 апреля 1911 года в Кольберге, в Померании. В 1929 году, после окончания средней школы и профессионального училища в Магдебурге, она переехала в Берлин, где работала экономкой и моделью, а проучившись на курсах по стенографии, устроилась на работу секретарём. В 1937 году Эрика вышла замуж за скульптора графа Кая-Гуго фон Брокдорфа, и вскоре родила дочь Саскию.
В 1941 году она стала членом организации «Красная Капелла». Квартира Эрики стала центром движения Сопротивления во главе с Гансом Коппи. Отсюда участники сопротивления вели радиопередачи на Москву. Вскоре, вместе с другими членами организации, она была арестована гестапо и заключена в женскую тюрьму в Шарлоттенбурге. В январе 1943 года суд приговорил Эрику к десяти годам тюремного заключения. Адольф Гитлер, недовольный решением суда, в тот же день, приказал казнить всех арестованных участников движения Сопротивления.
Вместе с Милдредой Харнак и Эльфридой Пауль, Эрика фон Брокдорф ждала исполнения приговора ещё четыре месяца. Вечером 13 мая 1943 года она была казнена, на гильотине вместе с тринадцатью другими приговоренными в тюрьме Плёцензее в Берлине.

## Цитата
Я хочу умереть улыбаясь, так, как я любила и люблю жизнь.
Оригинальный текст (нем.)Lachend will ich mein Leben beschließen, so wie ich das Leben lachend am meisten liebte und noch liebe.